# مارگو پینو
مارگو پینو (فرانسوی: Margaux Pinot‎؛ زادهٔ ۶ ژانویهٔ ۱۹۹۴) جودوکار زن اهل فرانسه است.